# António Granjo

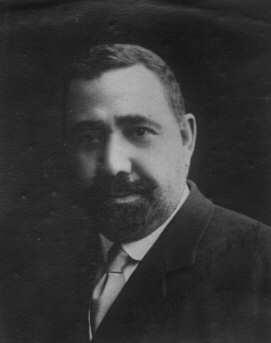
António Joaquim Granjo

António Joaquim Granjo (Chaves, 27 december 1881 - Lissabon, 19 oktober 1921), was een Portugees politicus.

## Biografie

### Vroege carrière
António Granjo was sinds zijn jeugd een overtuigde republikein. Na de omverwerping van de monarchie in 1910 werd hij in de Grondwetgevende Vergadering gekozen. Hij nam deel aan de Eerste Wereldoorlog en schreef later een boek over zijn oorlogservaringen.
António Granjo vocht na de moord op president Sidónio Pais (14 december 1918) tegen opstandelingen in Noord-Portugal die, van de chaotische omstandigheden gebruikmakende, de monarchie hadden uitgeroepen (1919). Van februari tot juli 1919 was hij burgemeester (Presidente da Câmara Municipal) van zijn geboortestad Chaves in Noord-Portugal. In hetzelfde jaar werd Granjo als kandidaat van gematigd rechtse Evolutionistische Republikeinse Partij (Partido Republicano Evolucionista) in het Portugese parlement gekozen. De Evolutionisten waren voor geleidelijke hervormingen en tegen het radicalisme van de Democratische Partij (Partido Democrático). Granjo speelde een belangrijke rol in de totstandkoming van de fusie van de Evolutionistische Republikeinse Partij en de conservatieve Unionistische Partij (Partido Unionista) tot de Liberaal-Republikeinse Partij (Partido Liberal Republicano) in het najaar van 1919. Granjo werd tot eerste voorzitter van de PLR gekozen. De nieuwe partij was populair onder de hogere middenklasse en zakenlieden die graag een einde wilden maken aan de macht van de Democratische Partij.

### Premier van Portugal
António Granjo was minister van Justitie onder premier Domingos Leite Pereira (maart-juni 1919) en was van 19 juli 1910 tot 20 november 1920 voor de eerste keer premier. Hij leidde een centrumrechts kabinet. Granjo was ook minister van Binnenlandse Zaken en van Landbouw.

### Bloednacht van Lissabon
Na de verkiezingsoverwinning van de PLR in juli 1921 werd Granjo voor een tweede maal premier en nam daarnaast opnieuw de portefeuille van Binnenlandse Zaken op zich. De Democratische Partij had geen zitting in het kabinet dit tot ongenoegen van de partij zelf en van haar aanhangers binnen de Nationale Republikeinse Garde. Toen premier Granjo in oktober 1921 de chef van de Nationale Republikeinse Garde kapitein Liberato Ribeiro Pinto afzette op beschuldiging van corruptie kwam de Garde in Lissabon in opstand en werd gesteund door de marine. De anarchie en de chaos die het gevolg waren van deze opstand leidden tot het ontslag van premier Granjo. President António José de Almeida - een partijgenoot van Granjo - accepteerde het ontslag van zijn premier en het kabinet. De situatie in Lissabon bleef niettemin gespannen en bij het vallen van de avond braken er opnieuw rellen uit. Opstandelingen stormden op de privéwoning van Granjo af die echter tijdig wist te ontkomen en naar het huis van een bevriende politicus, Francisco Pinto da Cunha Leal. Later die avond werd het huis van Da Cunha Leal bestormd door opstandige mariniers. De opstandelingen doodden Granjo en Da Cunha Leal raakte ernstig gewond. De dader, een matroos met een gouden tand werd gevangengenomen en berecht. De matroos verklaarde als enige verantwoordelijk te zijn geweest voor de misdaad en werd tot een gevangenisstraf veroordeeld. Diezelfde avond en nacht kwamen en er nog meer prominente politici om het leven waaronder generaal António Maria de Azevedo Machado Santos - stichter van de republiek - en Carlos de Maia, een militair en minister onder Sidónio Pais. Deze nacht zou de geschiedenis ingaan als de "Bloednacht van Lissabon" (of kortweg "Bloednacht": A Noite Sagrenta).
Na de moord op Granjo werd kolonel Manuel Maria Coelho, die bij de "Bloednacht" betrokken was geweest, premier.
- Bibliothèque nationale de France: cb167118883 (data)
- Gemeinsame Normdatei: 1035103656
- International Standard Name Identifier: 0000 0000 6762 2075
- Library of Congress Control Number: n96042659
- Virtual International Authority File: 1733691
- WorldCat: E39PBJtGX8tVgwcmpCvp93gtKd